# Liste des châteaux d'Édimbourg

Situation d'Édimbourg au sein de l'Écosse.

Cette liste recense les principaux châteaux du council area d'Édimbourg en Écosse.
| Nom                      | Type        | Date         | Condition               | Propriétaire                  | Localisation                                   | Notes                 | Image |
| ------------------------ | ----------- | ------------ | ----------------------- | ----------------------------- | ---------------------------------------------- | --------------------- | ----- |
| Château de Craigmillar   | Donjon      | XIVe siècle  | En ruines               | Historic Scotland             | Craigmillar, 55° 55′ 35″ N, 3° 08′ 25″ O       | Classé en catégorie A |       |
| Château de Craiglockhart | Maison-tour | XIIIe siècle | En ruines               |                               | Craiglockhart, 55° 55′ 12″ N, 3° 14′ 21″ O     | Classé en catégorie B |       |
| Château de Craigcrook    | Maison-tour | XVIe siècle  | Préservé                | Privé                         | Blackhall, 55° 57′ 18″ N, 3° 15′ 57″ O         | Classé en catégorie B |       |
| Château de Dundas        | Donjon      | XVe siècle   | Partiellement en ruines | Privé                         | South Queensferry, 55° 58′ 32″ N, 3° 25′ 02″ O | Classé en catégorie A |       |
| Château d'Édimbourg      | Forteresse  | XVe siècle   | Préservé                | Historic Scotland             | Édimbourg, 55° 56′ 57″ N, 3° 11′ 55″ O         | Classé en catégorie A |       |
| Château de Lauriston     | Maison-tour | XVIe siècle  | Préservé en partie      | City of Edinburgh Council     | Édimbourg, 55° 58′ 16″ N, 3° 16′ 48″ O         | Classé en catégorie A |       |
| Tour de Liberton         | Maison-tour | XVIIe siècle | Restauré                | Privé                         | Liberton, 55° 54′ 45″ N, 3° 10′ 24″ O          | Classé en catégorie A |       |
| Château de Merchiston    | Donjon      | XVe siècle   |                         | Université Napier d'Édimbourg | Merchiston, 55° 56′ 00″ N, 3° 12′ 55″ O        | Classé en catégorie A |       |